# Émile Gobbe
Émile Gobbe, né le 27 décembre 1849  à Auberchicourt et mort le 19 mai 1915 à Jumet (Charleroi), est un maître verrier français, inventeur de la fabrication mécanique du verre par étirage.

## Biographie
Né le 27 décembre 1849 à Auberchicourt (France, département du Nord), fils de Victor Junius Gobbe et de Célina Maillard, originaires du bassin de Charleroi, en Belgique, Émile Gobbe est issu de cette nouvelle bourgeoisie industrielle dont l'indépendance et l'enthousiasme ont permis à la Wallonie de connaître la révolution industrielle. En 1882, il épouse Joséphine-Marguerite-Justine Fortet à Aurillac. 
Il fait ses études secondaires au Lycée Charlemagne à Paris puis universitaires à l'École centrale des Arts et Manufactures de Paris où il se spécialise dans la chimie.
Avec le diplôme d'ingénieur obtenu à l'École centrale (Promotion 1873), il débute au sein des Verreries Sainte-Catherine que son père possède avec quelques associés à Aniche (France, département du Nord). Il se passionne pour les techniques de fabrication du verre et étudie les possibilités de perfectionnements.
En 1888, il dépose un brevet pour un système de four à bassin, première étape pour passer à la production mécanique du verre.
En 1889, atteint à 40 ans de poliomyélite, Émile Gobbe quitte son pays d'adoption, la France, pour revenir sur les terres de ses ancêtres et, l'année suivante, crée à Jumet (dans le bassin verrier de Charleroi) un bureau d'études spécialisé dans la fabrication de fours à bassin, pour couler le verre en continu, l'étape suivante consistant à étirer le verre en continu.
Pendant la 2e moitié du XXe siècle, le bassin houiller de Charleroi bénéficie du développement de la production du verre à vitre par soufflage, qui exige une main-d'œuvre abondante et spécialisée, véritable aristocratie ouvrière.
Émile Gobbe travaille avec le maître-verrier et ingénieur Émile Fourcault qui, comme lui, poursuit en laboratoire des recherches sur la fabrication mécanique du verre. Si les expériences menées en laboratoire sont couronnées de succès, Émile Gobbe ne dispose ni des moyens financiers ni de l'infrastructure nécessaire pour passer à l'application industrielle.
Après les premières expériences industrielles menées en 1901 à la verrerie de Tilly, poursuivies à la Verrerie de Dampremy dirigée par Fourcault, le 26 octobre 1901, Émile Gobbe dépose le brevet d'invention no 159594 pour la fabrication mécanique du verre par étirage. Ce procédé révolutionnaire, amélioré et développé par le dépôt de nombreux autres brevets, supplante progressivement la fabrication du verre par soufflage, y mettant fin définitivement en 1930 dans le bassin verrier de Charleroi
Dans toute sa carrière, Émile Gobbe aura déposé 64 autres brevets dont les ¾ concernent l'industrie verrière. Mais c'est de la collaboration de Gobbe et Fourcault que naissent les étireuses Fourcault, qui seront utilisées dans le monde entier et qui ouvrent la voie à la production industrielle du verre par étirage après la Première Guerre mondiale.
Prenant conscience de l'agitation que cela va créer dans le monde des verriers, Émile Gobbe ne veut plus s'associer au dépôt du brevet définitif et Émile Fourcault le dépose donc seul. Le ministère de l'Industrie et du Travail enregistre son brevet pour un appareil servant à étirer et à recuire le verre en feuilles continues, le 30 novembre 1903.
Á la suite de son décès le 19 mai 1915 à Jumet, il est inhumé dans le cimetière de Jumet au cœur du bassin verrier carolorégien qu'il a contribué à développer,.

## Description du procédé
Le procédé mis au point par Émile Gobbe et Émile Fourcault, dénommé procédé Fourcault, consiste en un flotteur en terre réfractaire qui surnage dans le verre en fusion (pour rappel, la température de fusion du verre se situe autour de 1 400 °C, alors que la terre réfractaire ou « terre à feu » commence à se déformer autour de 1 500 °C). Le fond de ce flotteur, appelé débiteuse, est percé d'une fente dont les lèvres sont au-dessus du niveau du verre en fusion contenu dans le four à bassin. En vertu du principe des vases communicants, la masse vitrifiée déborde au-dessus des lèvres.
Alors, une amorce métallique descend verticalement dans la fente et se soude au verre surgi à travers la débiteuse. Par l'action de rouleaux accouplés, on remonte l'amorce métallique qui entraîne dans son sillage le verre ainsi émergé et, en proportionnant la vitesse de traction à celle du débit de la source du bassin, on arrive à former un ruban de verre cohérent. Le verre monte dans une sortie de cheminée composée d'une suite de compartiments dont les températures sont régulièrement décroissantes, grâce au rayonnement de tubes refroidisseurs à circulation d'eau. Après un parcours de 8 à 10 mètres, la feuille de verre sort du plancher de recette et peut être découpée aux dimensions voulues.

## Hommages et distinction
- Le 15 décembre 2009, le conseil municipal d'Auberchicourt décide de donner son nom à une rue d'un nouveau lotissement, près de l'ancienne gobeletterie Caton, seule verrerie auberchicourtoise.
- Un timbre à l'effigie d'Émile Fourcault (1862-1919) et d'Émile Gobbe (1849-1915) a été émis par la Poste belge.
- Son nom figure sur la calotte pavée du rond-point de la science à Charleroi.
- Le « parc Gobbe » à Lodelinsart a ainsi été dénommé en sa mémoire.
- Chevalier de l'ordre de Léopold en 1908 (Belgique).